# Мовсисян, Юра Сергеевич
Ю́ра Серге́евич Мовсися́н (арм. Յուրա Սերգեյի Մովսիսյան, англ. Yura Movsisyan; род. 2 августа 1987, Баку) — армянский и американский футболист, нападающий.

## Клубная карьера

### США
Переехал с семьёй в Лос-Анджелес в 1999 году, где с 12 лет стал играть в футбол в средней школе Пасадины, штат Калифорния. Отыграл год за Пасадина Сити Колледж, где был обнаружен скаутами лиги MLS. В 2006 году стал игроком команды «Канзас-Сити», в составе которой провёл 28 игр и забил 5 мячей. Спустя год Мовсисян подписывает контракт с «Реал Солт-Лейк», где провёл два сезона, забив в 53 играх 15 мячей и стал обладателем Кубка MLS.

### «Раннерс»
В 2010 году Юра Мовсисян защищал цвета датского клуба «Раннерс», в составе которого также играл его партнёр по сборной Роберт Арзуманян. В 35 матчах за этот клуб забил 17 мячей, в том числе пять голов в пяти матчах отборочных раундов Лиги Европы.

### «Краснодар»
После серии удачных игр за национальную команду к Мовсисяну проявляли интерес киевское «Динамо» и казанский «Рубин». Позже было объявлено, что о трансфере нападающего договорился «Краснодар», а 26 января Мовсисян подписал предварительный контракт с клубом. Сумма трансфера составила 2 млн евро. В первом же матче в кубке России против «Амкара» отметился голевой передачей. А в матче второго тура чемпионата России выйдя на замену отметился забитым мячом в ворота «Спартака-Нальчик».
По итогам голосования на официальном сайте ФК «Краснодар», Мовсисян был признан лучшим игроком команды в 2011 году.
27 апреля 2012 года Мовсисян сделал первый дубль за «Краснодар». Благодаря победе над «Волгой» 2:1, «Краснодар» обеспечил себе место в Премьер-лиге на следующий сезон.
По итогам чемпионата 2011/12 Мовсисян забил 14 мячей (из которых 5 с пенальти), благодаря этому результату, в списке бомбардиров Премьер-лиги занял 4-е место опередив на 1 мяч Самюэля Это’о, Кевина Кураньи и Эммануэля Эменике.
Интернет-портал Sportbox.ru, подводя итоги завершившегося сезона 2011/12, определил десятку лучших легионеров-новичков РФПЛ, в которую вошёл и Юра Мовсисян:

Нападающий сборной Армении был, наверное, главной звездой второй восьмёрки. Специализироваться на играх с командами ниже классом Мовсисян начал ещё в первой половине сезона. Ворота ведущих клубов Юра поразил лишь раз, отличившись в игре с «Рубином».
В сезоне 2012/13 Юра в первых 13 матчах чемпионата забил 9 мячей и возглавил список бомбардиров. В 13-м туре чемпионата получил травму и выбыл до конца 2012 года.

### «Спартак» (Москва)

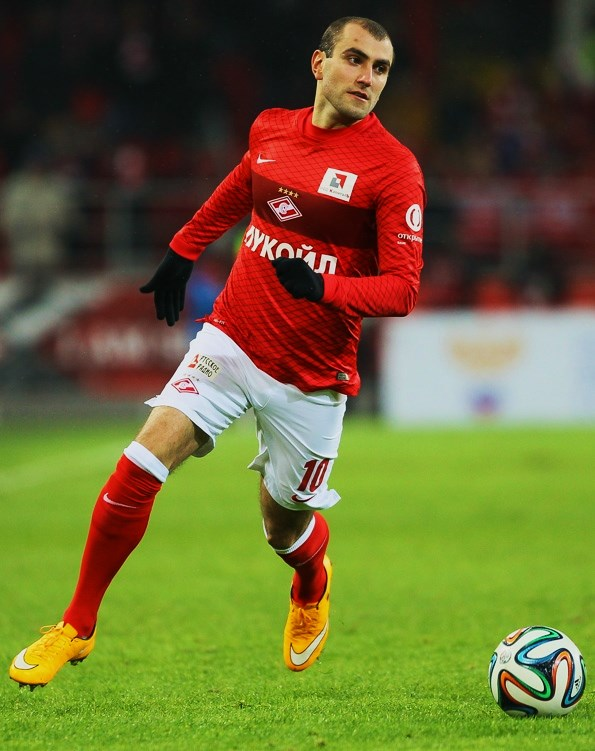
Мовсисян в составе «Спартака»

#### Сезон 2012/13
27 ноября 2012 года появилась информация, что Мовсисян прошёл медицинское обследование в «Спартаке», но через несколько часов её опровергли. 1 декабря ряд СМИ опубликовал информацию, о том, что игрок подписал контракт на 5 лет, но Валерий Карпин после матча с «Зенитом» её опроверг. 7 декабря 2012 года переход Мовсисяна в «Спартак» подтвердили агент игрока, «Спартак» и «Краснодар». Среди конкурентов красно-белых были и клубы английской премьер-лиги — «Эвертон» и «Сток Сити». Контракт был подписан на 4,5 года с заработной платой 1,5 млн евро в год. Сумма трансфера составила 7,5 млн евро (7-я по величине сумма в истории клуба). Стал шестым армянином за всю историю «Спартака».
10 марта 2013 года в матче 20-го тура против «Терека» Мовсисян дебютировал за новый клуб. В этом поединке он оформил хет-трик, войдя в историю московского «Спартака», как первый игрок, забивший три мяча в своём дебютном матче за клуб. Кроме того, этот хет-трик стал первым для граждан Армении за всю историю чемпионатов России.

#### Сезон 2013/14
22 августа 2013 года в матче квалификационного раунда Лиги Европы против швейцарского «Санкт-Галлена» Мовсисян забил единственный гол и помог своей команде добиться ничьей. Забил Мовсисян и в ответной домашней игре с «Санкт-Галленом», однако «Спартак» уступил со счётом 2:4 и выбыл из Лиги Европы.
10 ноября 2013 года в матче против «Зенита» Мовсисян сделал свой второй хет-трик в составе «Спартака» (все три мяча были забиты с игры с 33-й по 48-ю минуты), поединок закончился победой «красно-белых» со счётом 4:2. Третий гол стал для Мовсисяна 12-м в чемпионате России 2013/14, и он догнал в списке бомбардиров сезона Артёма Дзюбу из «Ростова». После матча с «Зенитом» стало известно, что Мовсисян усугубил травму колена и поставил под сомнение своё участие в трёх последних матчах «Спартака» в 2013 году. В итоге 23 ноября он всё же вышел на поле против ЦСКА и провёл на поле час. После этого отправился в США на операцию на колене.
Мовсисян вернулся на поле уже в первом матче весенней части сезона 2013/14 против «Терека», выйдя на замену. 11 апреля 2014 года забил единственный мяч и принёс «Спартаку» победу над «Крыльями Советов» (1:0), а 10 мая также забил единственный победный мяч в игре против «Амкара» (1:0). Отличился и в проигранных весной матчах против «Томи» (1:2) и «Рубина» (1:2). Всего в чемпионате России 2013/14 Мовсисян забил 16 мячей в 27 матчах. Кроме него только один футболист «Спартака» забил в чемпионате больше трёх мячей — испанец Хосе Мануэль Хурадо (8).

#### Сезон 2014/15
В конце июня 2014 года в ходе подготовки к новому сезону получил повреждение четырёхглавой мышцы бедра. 1 июля в Риме перенёс артроскопическую ревизию правого коленного сустава с последующей пластикой наружного отдела капсулы сустава. Несмотря на то, что изначально были опасения, что Мовсисян больше не сыграет в 2014 году, после операции был сделан прогноз, что восстановление займёт около двух месяцев. 7 августа 2014 года начал индивидуальные тренировки с мячом.
В чемпионате России 2014/15 Мовсисян свой первый матч провёл 26 октября 2014 года в 11-м туре, выйдя на замену в игре против «Локомотива». Уже в следующем туре 2 ноября провёл все 90 минут на поле в игре против «Кубани» и отметился голевой передачей. 9 ноября забил свой первый победный мяч в чемпионате в ворота тульского «Арсенала». Второй гол в чемпионате забил только в 24-м туре 18 апреля 2015 года в ворота «Мордовии», выйдя на замену в своей 13-й игре. Всего в чемпионате России 2014/15 забил 2 мяча в 16 играх.

#### Сезон 2015/16
Первый гол в чемпионате Мовсисян забил во втором туре 26 июля в гостях в ворота «Краснодара», принеся «Спартаку» победу (1:0). На 62-й минуте в этом матче армянский нападающий был заменён на новичка «Спартака» Зе Луиша. Таким образом Мовсисян отличился в шестом чемпионате России подряд. В следующем туре Юра вновь принёс своей команде победу, он отличился с передачи Зе Луиша, а «Спартак» обыграл дома «Рубин» (1:0). За три матча в чемпионате России 2015/16 армянский нападающий забил столько же, сколько за весь предыдущий сезон. 22 августа открыл счёт в гостевом матче против «Амкара», «Спартак» победил 3:1. Этот гол стал для Мовсисяна 25-м и последним в составе «Спартака» в чемпионатах России.
15 января было объявлено о переходе футболиста в «Реал Солт-Лейк» на правах аренды с правом выкупа. Соглашение рассчитано до 1 декабря 2016 года. 10 октября было объявлено, что «Реал Солт-Лейк» выкупил контракт футболиста.

### Дальнейшая карьера
15 января 2016 года «Реал Солт-Лейк» объявил о подписании контракта с Мовсисяном на правах аренды. Реал выкупил игрока 10 октября 2016 года. 2 марта 2018 года Мовсисян был исключён из состава команды для участия в Лиге чемпионов, хотя и остался по контракту.
25 марта 2018 года шведский «Юргорден» подписал контракт с Юрой Мовсисяном на 6 месяцев с возможным продлением ещё на 6 месяцев. 10 мая 2018 года, выступая за шведскую команду, одержав победу со счётом 3:0 над «Мальмё» в финале Кубка Швеции, получил травму бедра, которая не позволяла ему играть в команде в течение нескольких недель, он покинул клуб, чтобы продолжить реабилитацию в США.
14 сентября 2018 года «Чикаго Файр» объявил о переходе Юры Мовсисяна в их клуб. 26 ноября 2018 года руководство клуба объявило, что они отклонили вариант контракта с Мовсисяном.
1 февраля 2021 года Мовсисян принял решение завершить карьеру игрока, также в этот же день был назначен послом Федерации футбола Армении в Северной Америке.

## Карьера в сборной
11 августа 2010 года Мовсисян дебютировал в составе сборной Армении. В матче против сборной Ирана, который завершился победой иранцев со счётом 3:1, Мовсисян отыграл первые 15 минут игры и был заменён на Эдгара Манучаряна, так как прибыл в Ереван с небольшой травмой и не был в состоянии отыграть хотя бы тайм. Сам Мовсисян заявил, что у него была возможность играть в сборной США, но он решил стать игроком сборной своей исторической родины. В дебютном матче Мовсисяна за сборную болельщики повесили на трибуне плакат с надписью «Юра, добро пожаловать домой». Свой первый гол за сборную забил 3 сентября 2010 года в выездном матче против сборной Македонии с передачи Генриха Мхитаряна, сборная Армении на последних секундах упустила победу и завершила игру со счётом 2:2. В матче со сборной Словакии (4:0) также забил мяч. В матче со сборной Андорры (4:0) также стал автором одного из мячей. В матче со сборной Македонии (4:1) сделал три голевые передачи.
11 июня 2013 года Юра забил два мяча в ворота сборной Дании в Копенгагене в отборочном матче чемпионата мира 2014 года, когда сборная Армении одержала сенсационную разгромную победу (4:0). Этот матч многими экспертами рассматривается как лучший в истории армянской сборной. В октябре 2013 года забил по мячу в ворота сборной Болгарии (2:1) в Ереване и сборной Италии в Неаполе (2:2).
В 2015 году завершил карьеру в сборной, однако 9 октября 2018 года сообщил, что возвращается в сборную. 16 октября 2018 года забил первый за пять лет мяч за сборную в ворота Северной Македонии в матче Лиги наций, а 16 ноября 2018 года сделал «покер» в матче с командой Гибралтара, впервые забив за сборную более двух мячей в одной игре.

### Голы за сборную Армении
| #   | Дата            | Место                                    | Противник          | Счёт | Результат | Турнир                      |
| --- | --------------- | ---------------------------------------- | ------------------ | ---- | --------- | --------------------------- |
| 1.  | 7 сентября 2010 | Филипп II, Скопье, Македония             | Северная Македония | 0:1  | 2:2       | Отборочный турнир Евро 2012 |
| 2.  | 8 октября 2010  | Республиканский стадион, Ереван, Армения | Словакия           | 1:0  | 3:1       | Отборочный турнир Евро 2012 |
| 3.  | 12 октября 2010 | Республиканский стадион, Ереван, Армения | Андорра            | 3:0  | 4:0       | Отборочный турнир Евро 2012 |
| 4.  | 6 сентября 2011 | Под Дубнём, Жилина, Словакия             | Словакия           | 0:1  | 0:4       | Отборочный турнир Евро 2012 |
| 5.  | 6 мая 2012      | Республиканский стадион, Ереван, Армения | Казахстан          | 3:0  | 3:0       | Товарищеский матч           |
| 6.  | 11 июня 2013    | Паркен, Копенгаген, Дания                | Дания              | 0:1  | 0:4       | Отборочный турнир ЧМ 2014   |
| 7.  | 11 июня 2013    | Паркен, Копенгаген, Дания                | Дания              | 0:3  | 0:4       | Отборочный турнир ЧМ 2014   |
| 8.  | 11 октября 2013 | Республиканский стадион, Ереван, Армения | Болгария           | 2:1  | 2:1       | Отборочный турнир ЧМ 2014   |
| 9.  | 15 октября 2013 | Сан-Паоло, Неаполь, Италия               | Италия             | 0:1  | 2:2       | Отборочный турнир ЧМ 2014   |
| 10. | 16 октября 2018 | Республиканский стадион, Ереван, Армения | Северная Македония | 2:0  | 4:0       | Лига наций                  |
| 11. | 16 ноября 2018  | Виктория, Гибралтар                      | Гибралтар          | 1:1  | 6:2       | Лига наций                  |
| 12. | 16 ноября 2018  | Виктория, Гибралтар                      | Гибралтар          | 2:1  | 6:2       | Лига наций                  |
| 13. | 16 ноября 2018  | Виктория, Гибралтар                      | Гибралтар          | 3:1  | 6:2       | Лига наций                  |
| 14. | 16 ноября 2018  | Виктория, Гибралтар                      | Гибралтар          | 4:1  | 6:2       | Лига наций                  |

## Статистика выступлений
| Клуб                | Сезон            | Чемпионат | Чемпионат | Кубок | Кубок | Еврокубки Кубки КОНКАКАФ | Еврокубки Кубки КОНКАКАФ | Прочие | Прочие | Всего | Всего |
| Клуб                | Сезон            | Матчи     | Голы      | Матчи | Голы  | Матчи                    | Голы                     | Матчи  | Голы   | Матчи | Голы  |
| ------------------- | ---------------- | --------- | --------- | ----- | ----- | ------------------------ | ------------------------ | ------ | ------ | ----- | ----- |
| Канзас-Сити Уизардс | 2006             | 10        | 0         | 0     | 0     | 0                        | 0                        | 0      | 0      | 10    | 0     |
| Канзас-Сити Уизардс | 2007             | 18        | 5         | 0     | 0     | 0                        | 0                        | 0      | 0      | 18    | 5     |
| Канзас-Сити Уизардс | Всего            | 28        | 5         | 0     | 0     | 0                        | 0                        | 0      | 0      | 28    | 5     |
| Реал Солт-Лейк      | 2007             | 5         | 0         | 0     | 0     | 0                        | 0                        | 0      | 0      | 5     | 0     |
| Реал Солт-Лейк      | 2008             | 22        | 7         | 3     | 1     | 0                        | 0                        | 0      | 0      | 25    | 8     |
| Реал Солт-Лейк      | 2009             | 26        | 8         | 4     | 0     | 0                        | 0                        | 0      | 0      | 30    | 8     |
| Реал Солт-Лейк      | 2016             | 30        | 9         | 2     | 0     | 2                        | 0                        | 0      | 0      | 34    | 9     |
| Реал Солт-Лейк      | 2017             | 21        | 6         | 0     | 0     | 0                        | 0                        | 0      | 0      | 21    | 6     |
| Реал Солт-Лейк      | Всего            | 104       | 30        | 9     | 1     | 2                        | 0                        | 0      | 0      | 115   | 31    |
| Раннерс             | 2009/10          | 13        | 7         | 0     | 0     | 0                        | 0                        | 0      | 0      | 13    | 7     |
| Раннерс             | 2010/11          | 17        | 5         | 3     | 4     | 5                        | 5                        | 1      | 0      | 26    | 14    |
| Раннерс             | Всего            | 30        | 12        | 3     | 4     | 5                        | 5                        | 1      | 0      | 39    | 21    |
| Краснодар           | 2011/12          | 37        | 14        | 1     | 0     | 0                        | 0                        | 0      | 0      | 38    | 14    |
| Краснодар           | 2012/13          | 13        | 9         | 0     | 0     | 0                        | 0                        | 0      | 0      | 13    | 9     |
| Краснодар           | Всего            | 50        | 23        | 1     | 0     | 0                        | 0                        | 0      | 0      | 51    | 23    |
| Спартак (Москва)    | 2012/13          | 8         | 4         | 0     | 0     | 0                        | 0                        | 0      | 0      | 8     | 4     |
| Спартак (Москва)    | 2013/14          | 27        | 16        | 1     | 0     | 2                        | 2                        | 0      | 0      | 30    | 18    |
| Спартак (Москва)    | 2014/15          | 16        | 2         | 1     | 0     | 0                        | 0                        | 0      | 0      | 17    | 2     |
| Спартак (Москва)    | 2015/16          | 11        | 3         | 0     | 0     | 0                        | 0                        | 0      | 0      | 11    | 3     |
| Спартак (Москва)    | Всего            | 62        | 25        | 2     | 0     | 2                        | 2                        | 0      | 0      | 66    | 27    |
| Всего за карьеру    | Всего за карьеру | 274       | 95        | 15    | 5     | 9                        | 7                        | 1      | 0      | 299   | 107   |

## Достижения

### Командные
Реал Солт-Лейк
- Обладатель Кубка MLS: 2009
- Победитель плей-офф Восточной Конференции MLS: 2009

Юргорден
- Обладатель Кубка Швеции по футболу: 2018

### Личные
- Обладатель приза «Симпатия FAF» (First Armenian Front и ArmFootball.com): 2010
- Лучший футболист месяца чемпионата России по футболу: Август 2012[30]
- Лучший бомбардир Чемпионата России: 2012/13 (совместно с Вандерсоном — по 13 голов)
- Список 33 лучших футболистов чемпионата России: (2) № 3 — 2012/13, 2013/14

## Биография

### О себе и жизни в США
Я армянин, но никогда не жил в Армении. Я родился в Баку. Мое детство было достаточно тяжелым — денег в семье было очень мало. Родители работали, делали все, чтобы нас прокормить. Думаю, это была главная причина переезда в США — жизнь там намного легче. Я переехал, когда мне было 12 лет. Тогда и начал заниматься футболом.
Впервые посетил Армению в августе 2010 года, приехав на первый в своей жизни матч за сборную Армении. В детстве болел за мадридский «Реал» и лондонский «Арсенал». Любимый игрок — Тьерри Анри. В 2009 году, после победы в розыгрыше Кубка MLS, вместе с другими игроками американского клуба «Реал Солт-Лейк» посетил Белый дом.
Владеет армянским, английским и русским языками.

### Личная жизнь
Женился в 19 лет. Жена — Марианна. Двое детей: сын Арман (род. 2010) и дочь Аида (род. 2012). Перед началом сезона 2013/14 годов сделал татуировку с именами детей.